# Paola Rojas
Paola Kristal Rojas Martínez (San Lorenzo, 26 gennaio 1996) è una pallavolista portoricana, centrale della UYBA.

## Biografia
Figlia di Magaly Martínez, Jose Rojas e Ismael Colón. Ha una sorella che si chiama Amanda.

## Carriera

### Club
La carriera di Paola Rojas inizia nei tornei scolastici portoricani, giocando per il Colegio Notre Dame. Dopo il diploma si trasferisce negli Stati Uniti d'America, dove partecipa alla NCAA Division I con la UM Baltimore County dal 2014 al 2018, saltando la stagione 2016 per infortunio.
Ritorna in patria firmando il suo primo contratto professionistico con le Changas de Naranjito, con cui partecipa alla Liga de Voleibol Superior Femenino 2019, raggiungendo le finali scudetto; dopo tre annate con la franchigia di Naranjito, nel campionato 2021-22 approda nella Ligue A francese, dove viene ingaggiata dal Chamalières.
Per la Liga de Voleibol Superior Femenino 2022 torna in forza alle Changas de Naranjito, mentre nell'edizione seguente del torneo approda alle Valencianas de Juncos. Nella stagione 2023-24 viene ingaggiata dalle italiane della UYBA, in Serie A1.

### Nazionale
Con la nazionale under 18 partecipa al campionato nordamericano 2012, alla Coppa panamericana 2013, dove vince la medaglia d'argento, e al campionato mondiale 2013; con la nazionale under 20, invece, prende parte alla Coppa panamericana 2013 e al campionato mondiale 2013. 
Nel 2019 riceve le prime convocazioni nella nazionale portoricana maggiore, con cui conquista la medaglia d'argento al campionato nordamericano 2021, seguita dal bronzo alla Volleyball Challenger Cup 2022 e alla NORCECA Final Six 2022. Nel 2023 viene premiata come miglior centrale della NORCECA Final Four, dove conquista la medaglia d'oro, seguita dalla vittoria dell'argento ai XXIV Giochi centramericani e caraibici e alla Coppa panamericana.

## Palmarès

### Nazionale (competizioni minori)
- Coppa panamericana under 18 2013
- Volleyball Challenger Cup 2022
- NORCECA Final Six 2022
- NORCECA Final Four 2023
- Giochi centramericani e caraibici 2023
- Coppa panamericana 2023

### Premi individuali
- 2023 - NORCECA Final Four: Miglior centrale